# Samborsko
Samborsko (deutsch Zamborst) ist ein Dorf in der Stadt- und Landgemeinde (Gmina) Jastrowie (Jastrow) im Powiat Złotowski (Flatower Kreis) in der polnischen Woiwodschaft Großpolen.

## Geographische Lage
Das Dorf liegt in Hinterpommern, etwa 35 Kilometer südsüdwestlich von Neustettin, 5½  Kilometer westlich der Kleinstadt Jastrow (Jastrowie) und sieben Kilometer südlich von Hasenfier (Ciosaniec) sowie 114 Kilometer nördlich der Großstadt Posen.

## Geschichte

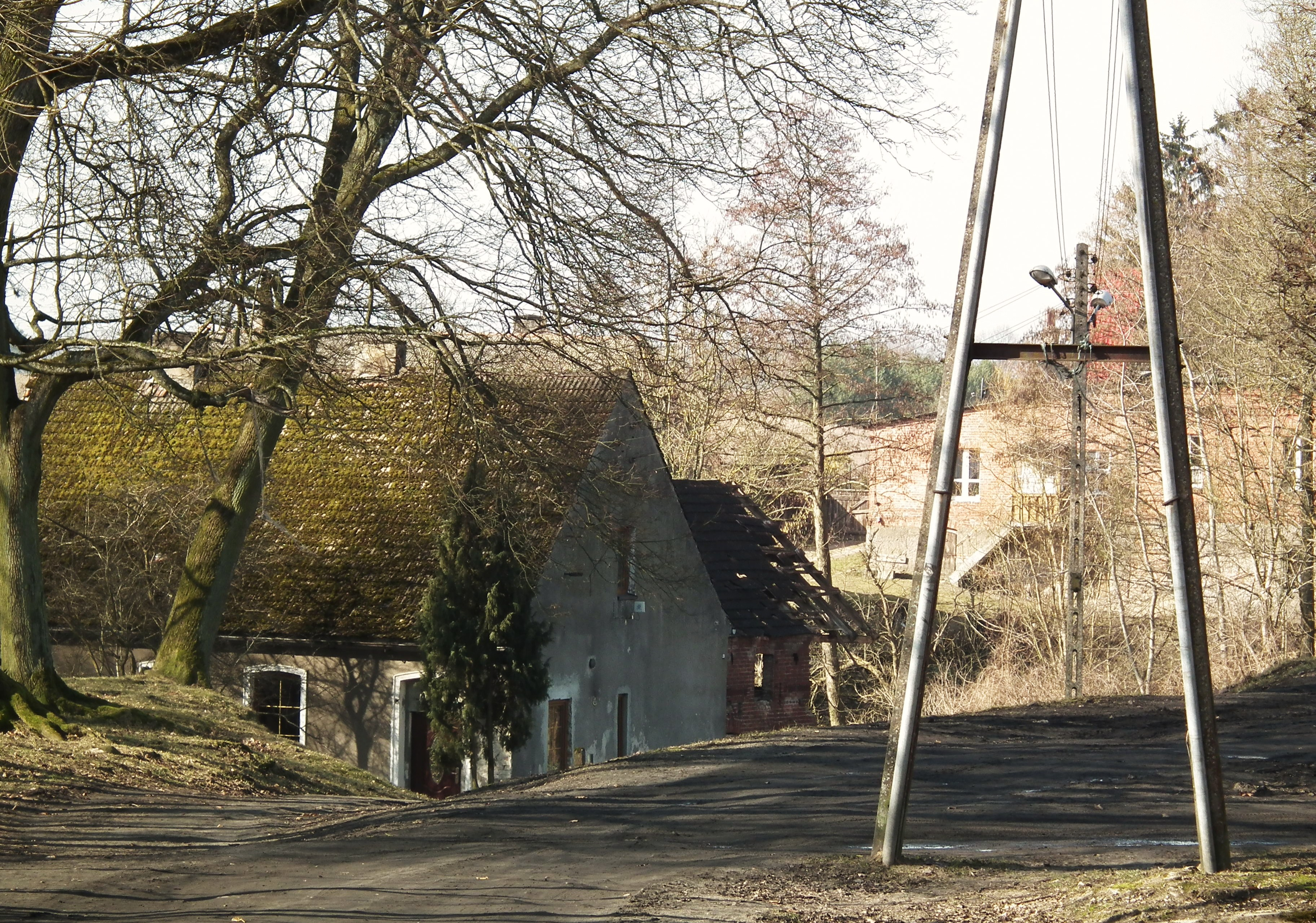
Häuser beim Dorfzentrum (März 2016)

Zamborst (früher Samborst) war ein pommersches Kirchdorf an der Grenze zu Westpreußen. Als Dorf gegründet wurde es im Jahr 1580, nachdem der pommersche Herzog Johann Friedrich (1542–1600) eine wüste Feldmark, die früher ein Eichenwald gewesen war, mit einer Urkunde vom 26. Juli des Vorjahrs dem fürstlichen Jägermeister Melchior von Doberschütz als Lehen übertragen hatte, mit der Auflage, auf dem Gelände ein Dorf zu errichten. Bereits 1583 verkaufte Doberschütz das unvollendete Dorf jedoch an den Amtshauptmann von Neustettin, Jakob von Kleist, der vom Herzog den Lehnsbrief erhielt. Kleist vollendete das Dorf und baute darin im Jahr 1590 eine Kirche, um den Dorfbewohnern den langen Weg zur evangelischen Kirche in der benachbarten Stadt Jastrow zu ersparen. In einem Tauschgeschäft veräußerte Kleist das Dorf Zamborst 1613 an den Pommernherzog Philipp II., der ihm dafür das Gut Dolgen abtrat. Seit dieser Zeit gehörte Zamborst zum Amt Neustettin und dann zum Kreis Neustettin. Auf der Lubinschen Karte von 1618 ist Samborst eingetragen. 
Um 1784 gab es in Zamborst ein Vorwerk, einen Prediger, einen Küster, einen Lehnsschulzen, einen Lehnmüller, zwei Freie, 13 Bauern, drei Kossäten einen Schäfer, eine Schmiede, einen Kirchenkossäten, einen Büdner und insgesamt 20 Feuerstellen (Haushalte).
Im Jahr 1945 gehörte das Dorf Zamborst zum Landkreis Neustettin im Regierungsbezirk Grenzmark Posen-Westpreußen der preußischen Provinz Pommern des Deutschen Reichs. Zamborst war dem Amtsbezirk Hasenfier zugeordnet.
Im Februar 1945 wurde Zamborst von der Roten Armee besetzt. Nach Beendigung der Kampfhandlungen wurde die Region seitens der sowjetischen Besatzungsmacht zusammen mit ganz Hinterpommern und der südlichen Hälfte Ostpreußens – militärische Sperrgebiete ausgenommen – der Volksrepublik Polen zur Verwaltung überlassen. Es wanderten nun Polen zu. Zamborst wurde unter der polnischen Ortsbezeichnung „Samborsko“ verwaltet. Die einheimische Bevölkerung wurde von der polnischen Administration aus Zamborst vertrieben.
Das Dorf hatte im Jahr 2010 rund 450 Einwohner.

## Im Ort geborene Persönlichkeiten
- Michael Christoph Hanow (1695–1773), deutscher Naturforscher, Historiker und Pädagoge
- Gerhard Janensch (1860–1933), deutscher Bildhauer und Medailleur

## Kirchspiel
Die 1590 erbaute Kirche war von Anfang an evangelisch. Durch die Herzogin Hedwig wurde 1646 das etliche Kilometer entfernte Dorf Knacksee in Zamborst eingepfarrt, das zuvor eine eigene Kirche gehabt hatte.
Prediger der evangelischen Pfarrkirche von Zamborst war
- um ca. 1660: Michael Hanow[3], Vater des Naturforschers und Pädagogen Michael Christoph Hanow

## Verweise